# Puig Rodó (el Montmell)
El Puig Rodó és una muntanya de 629 metres que es troba al municipi del Montmell, a la comarca del Baix Penedès.